# Dichrooscytus flavivenosus
Dichrooscytus flavivenosus är en insektsart som beskrevs av Knight 1968. Dichrooscytus flavivenosus ingår i släktet Dichrooscytus och familjen ängsskinnbaggar. Inga underarter finns listade i Catalogue of Life.